# Paul Bunyan (operett)

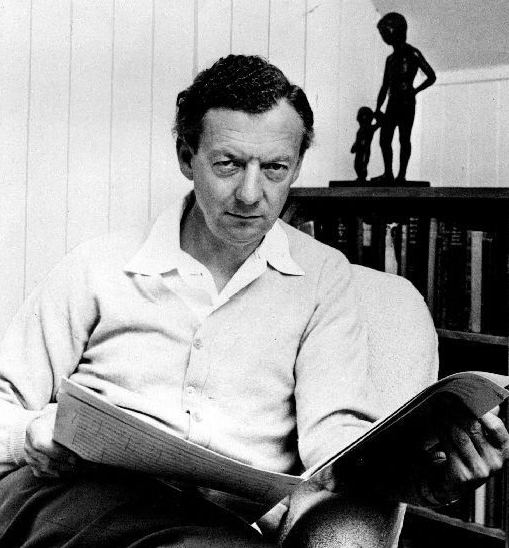
Benjamin Britten

Paul Bunyan är en operett i prolog och två akter med musik av Benjamin Britten och libretto av W.H. Auden.

## Historia
År 1939 befann sig Britten i USA. Hans amerikanske förläggare Hans Heinsheimer föreslog att Britten och Auden tillsammans skulle skriva något som kunde framföras av en amerikansk high school. De valde sagan om den jättelike skogshuggaren Paul Bunyan (som kunde bli högre än Empire State Building) och använde den som ett verktyg för Audens kritik av det samtida amerikanska samhället. Audens libretto skildrar Amerika från de djupa skogarna till nybyggare och odling.
Britten kallade verket för en "operett" i linje med Gilbert och Sullivans populära operetter, av vilka han var en stor beundrare. Det kan tyckas konstigt att Britten och Auden valde en centralfigur som bokstavligen inte kan uppträda på scen på grund av sin storlek. Paul Bunyans röst hörs endast, vilket tvingade fram en hel rad småroller (ca 30 stycken utöver en stor kör) vars olika karaktärer Britten återgav i olika musikgenrer alltifrån blues och enkla ballader till kvasi-operamässiga arior. Britten gladde sig åt möjligheten att få skriva musik direkt till en amerikansk ensemble. Av denna orsak medverkade aldrig Brittens livspartner Peter Pears, med sitt distinkta engelska uttal, i föreställningen. Den 21 november 1939 var första akten färdig. Arbetet pågick under första halvåret av 1940, men fick avbrytas på grund av sjukdom och Brittens åtagande med andra verk. Verket slutfördes i april 1941 och premiären skedde den 5 maj 1941 på Columbia University i New York. Paul Bunyan spelades en vecka för fullsatta hus, men till dåliga recensioner. Kompositören Virgil Thomson skrev i New York Herald Tribune att librettot var "slappt och karaktärslöst" och musiken "slätstruken". Tidskriften Time magazine kallade verket för en "blodfattig operett hopsatt av två brittiska utvandrare". Britten och Auden planerade att revidera verket men efter Brittens återkomst till England 1942 lade han undan partituret och glömde sedan bort verket. Han sade själv att uppsättningen hade varit ett stort "fiasko" och trots att människor bad honom att sätta upp den igen vägrade han.
1974 framförde the Wandsworth School Choir tre sånger ur Paul Bunyan och det var första gången på 33 som någon hade hört musik från operetten. Britten övervann sin gamla misstro mot verket och gick med på att revidera det. Auden var död och Britten kunde utan dåligt samvete ta bort alltför tunga textpartier ur librettot. Den nya versionen framfördes 1976 i samband med operafestivalen i Brittens hemstad Aldeburgh.

## Personer
| Roller                                                | Röstläge                       | Rollbesättning vid premiären den 5 maj 1941 Dirigent: Hugh Ross |
| ----------------------------------------------------- | ------------------------------ | --------------------------------------------------------------- |
| Paul Bunyans röst bakom scen                          | Talroll för manlig aktör       | Milton Warchoff                                                 |
| Tiny, Pauls dotter                                    | sopran                         | Helen Marshall                                                  |
| Johnny Inkslinger                                     | tenor                          | William Hess                                                    |
| Hot Biscuit Slim, en bra kock                         | tenor                          | Charles Cammock                                                 |
| Berättare och balladsångare (i mellanspelen)          | baryton eller tenor            | Mordecai Bauman                                                 |
| Sam Sharkey, en dålig kock                            | tenor                          | Clifford Jackson                                                |
| Ben Benny, en annan dålig kock                        | bas                            | Eugene Bonham                                                   |
| Hel Helson, förman                                    | baryton                        | Bliss Woodward                                                  |
| Cross Crosshaulson, en svensk                         | bas                            | Walter Graf                                                     |
| Jen Jenson, en svensk                                 | bas                            | Ernest Holcombe                                                 |
| Pete Peterson, en svensk                              | tenor                          | Lewis Pierce                                                    |
| Andy Anderson, en svensk                              | tenor                          | Ben Carpens                                                     |
| Fido, en hund                                         | sopran                         | Pauline Kleinhesselink                                          |
| Moppet, en katt                                       | mezzosopran                    | Harriet Greene                                                  |
| Poppet, en katt                                       | mezzosopran                    | Augusta Dorn                                                    |
| Western Union Boy                                     | tenor                          | Henry Bauman                                                    |
| John Shears, en bonde                                 | baryton                        | Leonard Stocker                                                 |
| Quartet of the Defeated (Blues)                       | kontraalt, tenor, baryton, bas | Adelaide Van Way, Ben Carpens, Ernest Holcombe, Eugene Bonham   |
| Hel Helsons fyra smörsångare                          | fyra barytoner                 |                                                                 |
| Hägern, Månen, Vinden, Skalbaggen, Ekorren            | talroller                      |                                                                 |
| Skogshuggare, bönder, nybyggare, djur, träd, vildgäss |                                |                                                                 |

## Handling
I en kort prolog förklaras hur Paul Bunyan blev född och växte till enorma proportioner.

### Akt I
Bunyan och hans skogshuggare arbetar i skogen. Svensken Hel Helson är deras förman och Johnny Inkslinger, en intellektuell, blir Bunyans kamrat. När de två dåliga kockarna får sparken tar cowboyen Hot Biscuit Slim över. Han får hjälp i köket av Bunyans dotter Tiny. Inkslinger varnar Bunyan för Helsons dåliga inflytande som påverkar skogshuggarna att bli bönder.

### Akt II
Bunyan för några av manskapet till bergen Topsy Turvy för att bli bönder. I hans frånvaro vågar sig Helson på att utmana Bunyans ledarskap och det blir till en strid när Paul återvänder. Helson förlorar, erkänner sin dumhet och förlåts ("Great day of discovery"). Tiny och Slim har under tiden blivit förälskade i varandra. På julaftonens kväll bryter allt upp för att söka lyckan på annat håll. Tiny och Slim ska driva ett hotell på Manhattan, Inkslinger far till Hollywood och Helson till Washington. Slutligen tar Paul adjö av dem alla och förklarar att Amerika blir vad de gör det till.